# Adipocito

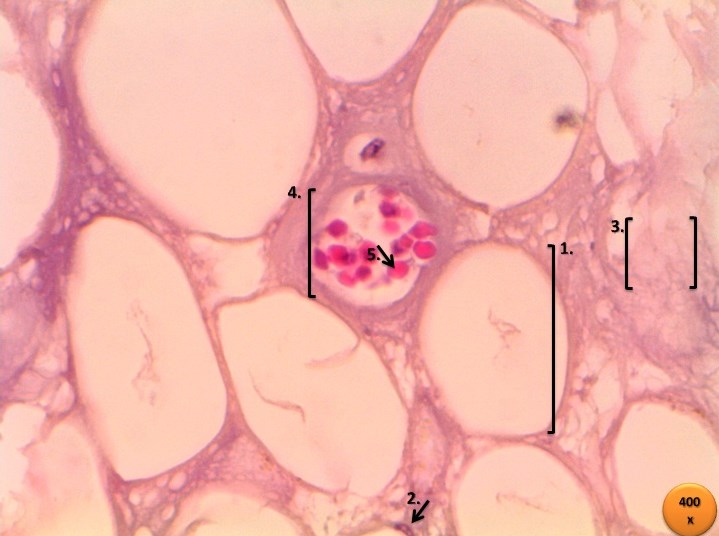
Piel humana con un aumento de 400x 1-Adipocito 2-Núcleo del adipocito 3-Tejido conectivo laxo 4-Vénula 5-Glóbulos rojos

Las células adiposas, adipocitos, lipocitos o células grasas son las células que forman el tejido adiposo. Son células redondeadas, de 10 a 200 micras, con un contenido lipídico que representa el 95 % de la masa celular y que forma el elemento constitutivo del tejido graso. Su característica fundamental es que almacenan una gran cantidad de grasas (triglicéridos), que, en el caso de los adipocitos el tejido adiposo blanco (el más abundante en el organismo humano adulto) se agrupan formando una gran gota que ocupa la mayoría de la célula, desplazando al resto de orgánulos a la periferia de la célula.

## Tipología
Existen dos tipos de tejido adiposo, y por tanto dos tipos de adipocitos diferentes que los forman:
- Adipocitos blancos: contienen una gran cantidad de lípidos rodeados por un anillo de citoplasma. El núcleo es plano y se localiza en la periferia. Contienen grasa en un estado semilíquido, y compuesta principalmente por triglicéridos y ésteres de colesterol. Secreta resistina, adiponectina y leptina.
- Adipocitos marrones: tienen una característica forma poligonal, y a diferencia de los adipocitos blancos tienen una gran cantidad de citoplasma con fracciones dispersas de lípidos. Su núcleo es redondo, y aunque esté ligeramente desplazado del centro de la célula no se encuentra en la periferia. Su color marrón se origina por la gran cantidad de mitocondrias que poseen. Los seres vivos utilizan el tejido adiposo formado por estos adipocitos para mantener la temperatura.

## Origen
Aunque su creación todavía no está totalmente demostrada, existen células llamadas preadipocitos, que son fibroblastos sin diferenciar que son estimulados para formar adipocitos.
Las células mesenquimales pueden formar adipocitos, tejido conectivo, muscular y óseo.
El tejido conectivo areolar o también llamado laxo está compuesto por adipocitos, fibras colágenas finas entre otros compuestos y se puede encontrar, por ejemplo, en la hipodermis.

## Histogénesis
A partir del quinto mes de vida fetal:
- Células mesenquimáticas multipotentes. Se localizan alrededor de las vénulas. Se dividen en adipoblastos.
- Adipoblastos. Proliferan y en determinado momento se dividen en preadipocitos.
- Preadipocitos. Contienen marcadores tempranos de adipocitos( lipoproteínas lipasa). Aún no acumulan triacilgliceroles. Se dividen en adipocitos inmaduros.
- Adipocitos inmaduros. Capaces de sintetizar y degragadar TAG. Acumulan cantidades crecientes de gotas lipídicas aumentando de tamaño y fusionándose. El núcleo es cada vez más excéntrico. Se dividen en adipocitos maduros.
- Adipocitos maduros. La diferencia depende de la presencia de hormonas. No poseen la capacidad de dividirse.